# 1975 في إيطاليا
فيما يلي قوائم الأحداث التي وقعت خلال عام 1975 في إيطاليا.

## سياسة

### انتهاء فترة المنصب
- 25 أكتوبر – فرانشيسكو باولو بونيفاتشيو judge of the Constitutional Court of Italy  [لغات أخرى]‏.

## أفلام
من الأفلام التي صدرت هذه السنة في إيطاليا:
- 1 يناير – سالو، أو 120 يوما من سدوم من إخراج بيير باولو بازوليني.
- 6 مارس – زورو من إخراج دوشيو تيساري.

## مواليد

### يناير
- 11 يناير – ماتيو رينزي سياسي إيطالي.
- 24 يناير – جيانلوكا باسيلي لاعب كرة سلة إيطالي.
- 30 يناير – جياكومو جالاندا لاعب كرة سلة إيطالي.

### فبراير
- 4 فبراير – فيتوريو أريغوني ناشط إيطالي.
- 8 فبراير – باتريسيا بانيكو لاعبة كرة قدم إيطالية.
- 14 فبراير – فيرونيكا بوفون لاعبة كرة طائرة إيطالية.

### مارس
- 23 مارس – ريتا غراندي لاعبة كرة مضرب إيطالية.
- 28 مارس – سالفاتوري كوميسو درّاج طريق إيطالي.

### أبريل
- 10 أبريل – إيغور غاودي لاعب كرة مضرب إيطالي.
- 17 أبريل – ستيفانو فيوري لاعب كرة قدم إيطالي.

### مايو
- 31 مايو – كلاوديو بيلوكي لاعب كرة قدم إيطالي.

### يوليو
- 6 يوليو – كريستيانو باتشي لاعب كرة قدم إيطالي.
- 10 يوليو – مارتينا كولمباري
- 13 يوليو – فابيو مورو لاعب كرة قدم إيطالي.
- 19 يوليو – لوكا كاستيلازي لاعب كرة قدم إيطالي.
- 23 يوليو – أليسيو تاكيناردي لاعب كرة قدم إيطالي.
- 24 يوليو – غلوريا بيزيتشيني لاعبة كرة مضرب إيطالية.
- 27 يوليو – ألساندرو بيستوني لاعب كرة قدم إيطالي.
- 29 يوليو – دينيس ماركوناتو لاعب كرة سلة إيطالي.

### أغسطس
- 4 أغسطس – ماكس ساباتاني متسابق دراجات نارية إيطالي.
- 24 أغسطس – روبيرتو كولومبو لاعب كرة قدم إيطالي.
- 28 أغسطس – بيترو كوكتشيولي درّاج طريق إيطالي.

### سبتمبر
- 20 سبتمبر – آسيا أرجينتو

### أكتوبر
- 2 أكتوبر – ميتشيلي ماركوليني لاعب كرة قدم إيطالي.
- 4 أكتوبر – كريستيانو لوكاريلي لاعب كرة قدم إيطالي.
- 18 أكتوبر – عمر مينغي متسابق دراجات نارية إيطالي.

### نوفمبر
- 30 نوفمبر – عمر ميلانيتو لاعب كرة قدم إيطالي.

### ديسمبر
- 6 ديسمبر – أندريا أنييلي
- 7 ديسمبر – ماركو بورسياني
- 18 ديسمبر – مارا كارفانيا سياسية إيطالية.
- 26 ديسمبر – ماتيو سوراجنا لاعب كرة سلة إيطالي.

## وفيات

### يناير
- 1 يناير – ليفيو فرانكيتشيني (مواليد 1913) لاعب كرة سلة إيطالي.

### فبراير
- 18 فبراير – ماريو سبيروني (مواليد 1905) لاعب ومدرب كرة قدم إيطالي.

### مارس
- 31 مارس – فيرجينيو روزيتا (مواليد 1902) لاعب ومدرب كرة قدم إيطالي.

### يوليو
- 2 يوليو – غويدو أرا (مواليد 1888) لاعب كرة قدم إيطالي.

### أغسطس
- 20 أغسطس – أنتونيو بوسيني (مواليد 1904) لاعب كرة قدم إيطالي.

### نوفمبر
- 2 نوفمبر – بيير باولو بازوليني (مواليد 1922)